# Alfonso de Franco y Luna
Alfonso de Franco y Luna (1572–1645) foi um prelado católico romano que serviu como bispo de La Paz de 1639 a 1645 e bispo de Durango de 1632 a 1639.

## Biografia
Alfonso de Franco y Luna nasceu em 1572 em Alcalá de Henares, Espanha. No dia 7 de Junho de 1632, foi nomeado bispo de Durango durante o papado de Urbano VIII. A 31 de Outubro de 1632, foi consagrado bispo por Francisco Sánchez Villanueva y Vega, bispo de Mazara del Vallo, com Juan Barahona Zapata del Águila, bispo da Nicarágua, e Cristóforo Chrisostome Carletti, bispo de Termia, servindo como co-consagradores. No dia 30 de Maio de 1639, foi nomeado como Bispo de La Paz, onde serviu até à sua morte em 1645.